# Marina Foïs
Marina Foïs (Boulogne-Billancourt, 21 de gener de 1970), és una actriu francesa. És principalment coneguda pels seus papers de comèdia en el cinema i la televisió. Ha estat nominada cinc vegades per a rebre al César a la millor actriu i guanyadora dels Globus de Cristall.

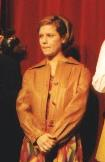
Marina Foïs el 1999

## Biografia
Nascuda en el si d'una família d'origen rus, egipci jueu, alemany i italià, Marina Fois és filla d'un psicòleg i investigador en física termo-nuclear. Rep classes de teatre des dels 7 anys. va ser descoberta l'any 1986 pel seu treball d'humor a L'escola de les dones, als 16 anys. Va decidir fer classes per correspondència i va obtenir el seu baccalauréa dos anys després. Després es va unir a The Royal Imperial Green Rabbit Company, que més tard es va convertir en Les Robins des Bois, formada per estudiants del Cours Florent impartit per Isabelle Nanty.
La troupe va cridar l'atenció de Dominique Farrugia el 1996 i va continuar actuant i dirigint l'espectacle de Comédie+ La Grosse Émission durant dos anys. Durant aquest període, Foïs va coescriure esquetxs amb Pierre-François Martin-Laval, interpretant diversos personatges, com la tonta Sophie Pétoncule i la pedant directora Marie-Mûre. El programa va continuar l'any següent a Canal+ i va tenir un públic més gran. El juny de 2001, Foïs i la troupe es van separar per centrar-se en les seves carreres cinematogràfiques individuals.
Al març de 2001 es va donar a conèixer el cinema. Des de juny de 2001, Marina i la companyia es van alliberar de les seves obligacions diàries per a dedicar-se cada vegada més al cinema. El 2002 va aofrmar part de l'elenc de la comèdia Astérix et Obélix : Mission Cléopâtre d'Alain Chabat i el 2003 a Mais qui a tué Pamela Rose ? d'Éric Lartigau, amb qui tornaria a repetir el 2006 a Un ticket pour l'espace. Des d'aleshores Marina Foïs es converteix en una de les actrius franceses més actives, interpretant gairebé tres pel·lícules a l'any.
El 25 de novembre de 2020, es va anunciar que serà la presentadora de la 46a edició dels Premis César.

## Vida personal
Marina Foïs té dues germanes. Giulia Foïs és periodista a Libération i antiga columnista al programa Arrêt sur images presentat per Daniel Schneidermann a France 5, i presentadora de notícies actual a I-Télé. La seva segona germana Elena és metgessa. El seu germà, Fabio, va morir d'un accident d'avió mentre participava en una demostració acrobàtica.

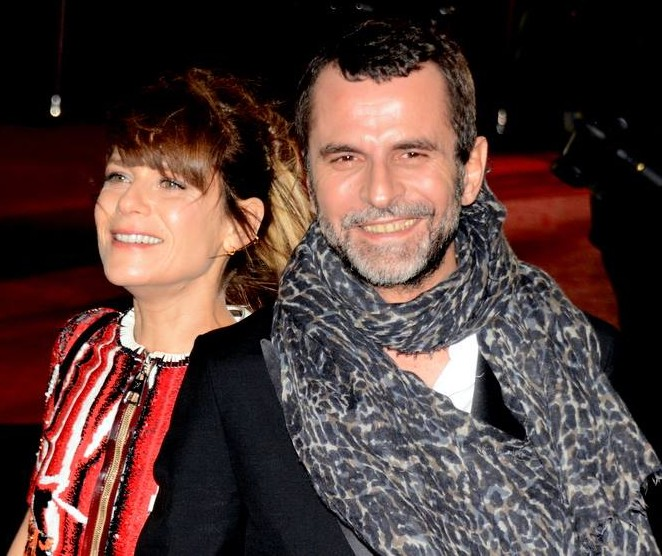
L'actriu amb el seu company, el director Éric Lartigau, als César 2015.

Marina va tenir una relació amb l'actor Maurice Barthélémy de "Robins des Bois". També va sortir amb Maxime Lefrançois, Mister Univers 2010.
Va començar a sortir amb el director Éric Lartigau l'any 1999. El 3 de desembre de 2004 va donar a llum un nen, Lazare, a l'Hôpital Saint-Antoine de París. Van tenir un segon fill, Georges, nascut el 25 de setembre de 2008. Es van separar el març de 2021.
A més, Marina Foïs participa en actes en benefici d'entitats benèfiques, entre les quals l'associació Agir pour les Enfants du Monde (AEM), que treballa per donar suport a les famílies i nens que pateixen la pobresa al món. El 2013, va aparèixer en un espot per a l'Agence de la biomédecine per fomentar la donació d'òrgans.
El 2022, va declarar haver votat per Jean-Luc Mélenchon a la primera volta de les eleccions presidencials, i per Emmanuel Macron a la segona.

## Filmografia

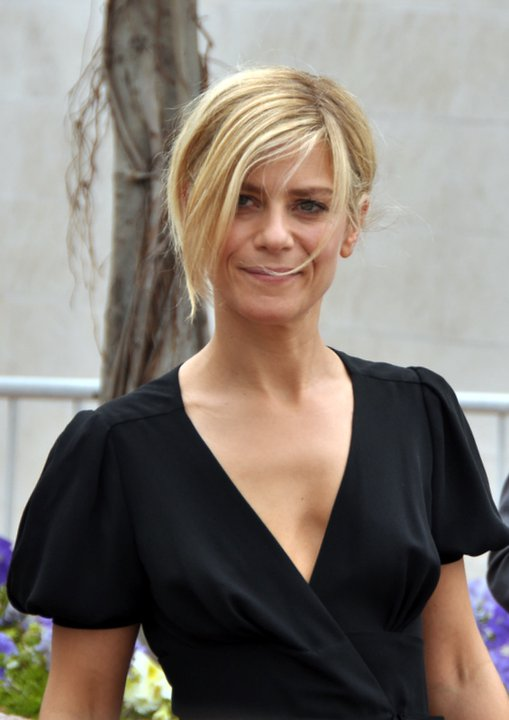
Marina Foïs al 64è Festival Internacional de Cinema de Canes.

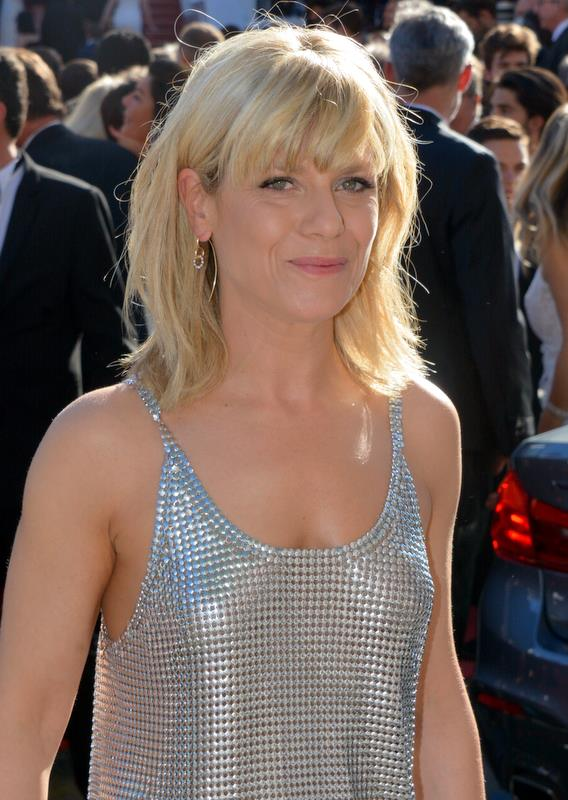
Marina Foïs al 70è Festival Internacional de Cinema de Canes el 2017

### Cinema
- 1994 : Casque bleu de Gérard Jugnot : Julie
- 1998 : Serial Lover de James Huth : Mina Schuster
- 1999 : Trafic d'influence de Dominique Farrugia : l'invitée aux pétards
- 1999 : Mille bornes d'Alain Beigel
- 2001 : La Tour Montparnasse infernale de Charles Némès : Stéphanie Lanceval, dite Marie-Joëlle
- 2002 : Astérix et Obélix : Mission Cléopâtre d'Alain Chabat : Sucettalanis
- 2002 : Le Raid de Djamel Bensalah : la nourrice des enfants de Carlito
- 2002 : Jojo la frite de Nicolas Cuche : Marie
- 2002 : Filles perdues, cheveux gras de Claude Duty : Natacha
- 2003 : Mais qui a tué Pamela Rose ? d'Éric Lartigau : la clienta de la farmàcia
- 2003 : Bienvenue au gîte de Claude Duty : Caroline
- 2003 : Les Clefs de bagnole de Laurent Baffie : ella mateixa
- 2004 : Rrrrrr!!! d'Alain Alain Chabat : Guy
- 2004 : Casablanca Driver de Maurice Barthélemy : Sandy
- 2004 : J'me sens pas belle de Bernard Jeanjean : Fanny Fontana
- 2004 : À boire de Marion Vernoux : Bénédicte
- 2004 : Un petit jeu sans conséquence de Bernard Rapp : Axelle
- 2006 : Un ticket pour l'espace d'Éric Lartigau : Soizic Le Guilvinec
- 2006 : Essaye-moi de Pierre-François Martin-Laval : la mère de Firmin
- 2007 : Darling de Christine Carrière : Catherine Nicolle, dite « Darling »
- 2007 : Le Plaisir de chanter d'Ilan Duran Cohen : Muriel
- 2008 : Un cœur simple de Marion Laine : Mathilde Aubain
- 2008 : La Personne aux deux personnes de Nicolas et Bruno : Muriel Perrache
- 2009 : Le Bal des actrices de Maïwenn : ella mateixa
- 2009 : Le code a changé de Danièle Thompson : Mélanie Carcassonne
- 2009 : Non ma fille tu n'iras pas danser de Christophe Honoré : Frédérique
- 2010 : L'Immortel de Richard Berry : Marie Goldman
- 2010 : Happy Few d'Antony Cordier : Rachel
- 2010 : L'Homme qui voulait vivre sa vie d'Éric Lartigau : Sarah Exben
- 2011 : Les Yeux de sa mère de Thierry Klifa : Maylis Tremazan
- 2011 : Polisse de Maïwenn : Iris
- 2012 : Maman d'Alexandra Leclère : Alice
- 2013 : BBoule et Bill d'Alexandre Charlot et Franck Magnier : Carine, la mamà
- 2013 : Vandal d'Hélier Cisterne : Hélène
- 2013 : 100% cachemire de Valérie Lemercier : Sophie
- 2014 : La Ritournelle de Marc Fitoussi : Christiane
- 2014 : Bodybuilder de Roschdy Zem : Léa
- 2014 : Tiens-toi droite de Katia Lewkowicz : Louise
- 2015 : Papa ou Maman de Martin Bourboulon : Florence Leroy
- 2015 : Orage de Fabrice Camoin : Maria
- 2016 : La Tour de contrôle infernale d'Éric Judor : Stéphanie Lanceval, dite Marie-Joëlle
- 2016 : Pericle il Nero de Stefano Mordini : Anastacia
- 2016 : Irréprochable de Sébastien Marnier : Constance
- 2016 : Papa ou Maman 2 de Martin Bourboulon : Florence Leroy
- 2017 : L'Atelier de Laurent Cantet : Olivia
- 2018 : Le Grand Bain de Gilles Lellouche : Claire
- 2018 : Gaspard va au mariage d'Antony Cordier : Peggy
- 2019 : Une intime conviction d'Antoine Raimbault : Nora
- 2020 : Énorme de Sophie Letourneur : Claire
- 2020 : Gli infedeli de Stefano Mordini : l'épouse
- 2021 : Ils sont vivants de Jérémie Elkaïm : Béatrice
- 2021 : La Salamandre d'Alex Carvalho : Catherine
- 2021 : Barbaque de Fabrice Éboué : Sophie Pascal
- 2021 : La Fracture de Catherine Corsini : Julie
- 2022 : As bestas de Rodrigo Sorogoyen : Olga
- 2022 : En roue libre de Didier Barcelo : Louise
- 2022 : L'Année du requin de Zoran i Ludovic Boukherma : Maja
- 2022 : Stella est amoureuse de Sylvie Verheyde : La mare de Stella
- 2022 : Cet été-là d'Éric Lartigau : Sarah

#### Curtmetratges
- 1993 : La Perme d'Emmanuel Silvestre et Thibault Staib : Solange
- 1999 : L'Amour déchiré de Yann Piquer
- 1999 : Rien ne sert de courir de Patrick Bosso : la femme
- 1999 : Triste à mourir d'Alexandre Billon : Noémie
- 2000 : Uppercut de Patrice Jourdan i Sören Prévost : la noia
- 2002 : Restauratec de Nicolas et Bruno : dame de service 1
- 2006 : Les hommes s'en souviendront... de Valérie Müller : Simone Veil
- 2012 : Frank-Étienne vers la béatitude de Constance Meyer : Glaïeul
- 2017 : Les Réfugiés de Matthieu Tribes : la mare

### Televisió
- 1997 : Et si on faisait un bébé ? de Christiane Spiero (telefilm) : Marianne
- 1997-1999 : La Grosse Émission (emesa a Comédie !)
- 1999-2000 : Nulle part ailleurs (emesa a Canal+)
- 2000-2001 : L'Instant norvégien a l'émissió Nulle part ailleurs
- 2000-2001 : La Cape et l'Épée (sèrie de Canal+)
- 2003 : Le Grand Plongeoir (emesa a France 2)
- 2012 : Bref (sèrie de Canal+)
- 2013 : Tout est permis d'Émilie Deleuze (telefilm) : La psy
- 2014 : 3 x Manon de Jean-Xavier de Lestrade (minisèrie) : Monique
- 2015 : Démons de Marcial Di Fonzo Bo (telefilm) : Katarina
- 2017 : Manon 20 ans de Jean-Xavier de Lestrade (minisèrie) : Monique
- 2019 : Les Sauvages de Rebecca Zlotowski : Marion Ribheiro
- 2023 : En place, sèrie Netflix de Jean-Pascal Zadi i François Uzan : Corinne Douanier

## Premis i nominacions

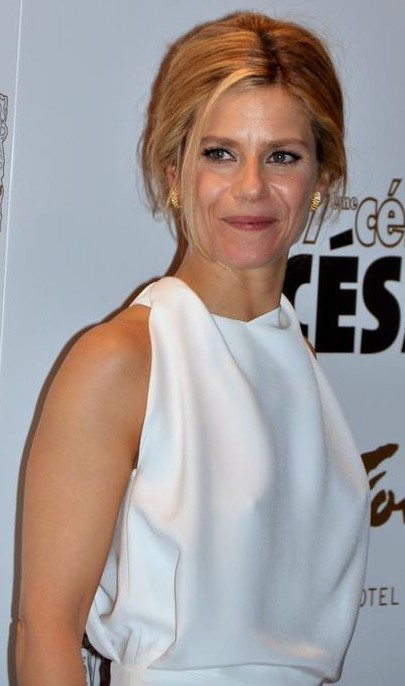
Marina Foïs a la 37a edició dels Premis César el 2012.

### Premis César
| Any  | Treball                      | Categoria               | Resultat |
| ---- | ---------------------------- | ----------------------- | -------- |
| 2003 | Filles perdues, cheveux gras | Millor actriu revelació | Nominat  |
| 2008 | Darling                      | Millor actriu           | Nominat  |
| 2012 | Polisse                      | Millor actriu           | Nominat  |
| 2017 | Irréprochable                | Millor actriu           | Nominat  |
| 2018 | L'Atelier                    | Millor actriu           | Nominat  |

### Etoile d'Or
| Any  | Treball | Categoria               | Resultat |
| ---- | ------- | ----------------------- | -------- |
| 2008 | Darling | Millor actriu revelació | Nominat  |

### Globes de Cristal
| Any  | Treball | Categoria     | Resultat  |
| ---- | ------- | ------------- | --------- |
| 2012 | Polisse | Millor actriu | Guanyador |

### Premis Lumières
| Any  | Treball | Categoria     | Resultat |
| ---- | ------- | ------------- | -------- |
| 2008 | Darling | Millor actriu | Nominat  |
| 2012 | Polisse | Millor actriu | Nominat  |

### Premis Feroz
| Any  | Treball   | Categoria                  | Resultat |
| ---- | --------- | -------------------------- | -------- |
| 2023 | As bestas | Millor actriu protagonista | Nominat  |

### Premis Goya
| Any  | Treball   | Categoria     | Resultat |
| ---- | --------- | ------------- | -------- |
| 2023 | As bestas | Millor actriu | Nominat  |